# Bătălia de la Hastings
Bătălia de la Hastings a fost lupta decisivă după care normanzii au finalizat cucerirea normandă a Angliei. Bătălia a avut loc pe un deal la aproximativ 10 km nord de Hastings, unde mai târziu s-a construit o mănăstire (Battle Abbey⁠(en)[traduceți]) și orașul Battle, din comitatul actual East Sussex, Anglia. La 14 octombrie 1066 regele Harold al II-lea al Angliei (c. 1022-66) a fost învins în această bătălie de forțele normande conduse de William Cuceritorul (c. 1028-87). Până la sfârșitul sângeroasei bătălii, care a durat întreaga zi, Harold a fost ucis și forțele sale au fost distruse. El a fost ultimul rege anglo-saxon al Angliei.

## Preludiu

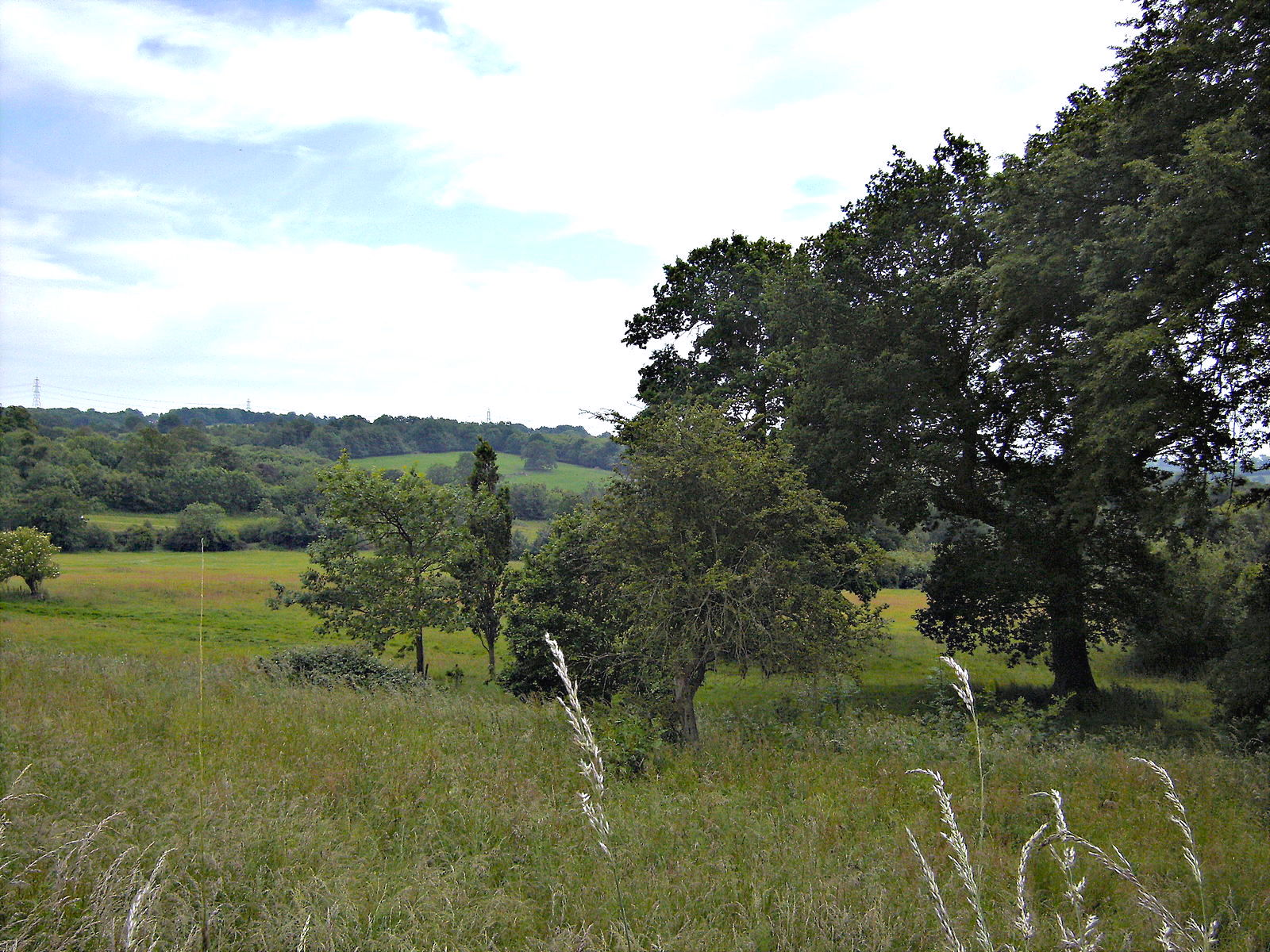
Locul bătăliei

William a fost fiul lui Robert I, Duce de Normandia, și al amantei sale, Herleva (numită și  Arlette), fiica unui tăbăcar de la Falaise. Ducele, care nu a avut fii, l-a desemnat moștenitor pe William, și odată cu moartea sa în 1035, William a devenit duce de Normandia.
William a fost de origine vikingă. Deși el a vorbit un dialect al limbii franceze și a crescut în Normandia, devenind un fief loial al regatului francez, el și normanzii erau descendenți ai invadatorilor scandinavi. Una dintre rudele lui William, Rollo, a prădat nordul Franței însoțit de prădătorii vikingi (la sfârșitul secolului IX), acceptând în cele din urmă să primească și să se stabilească pe teritoriul numit Normandia, în schimbul păcii.
În 1051, William, la invitația lui Harold Godwinson, a vizitat Anglia și s-a întâlnit cu vărul său, Edward Confesorul, care nu avea copii pe care să-i desemneze moștenitori. Potrivit istoricilor normanzi, Edward a promis să-l desemneze pe William ca moștenitorul său. Chiar însuși Harold a depus jurământ de credință noului moștenitor.
Pe patul de moarte, cu toate acestea, Edward i-a acordat regatul lui Harold Godwineson (sau Godwinson), capul familiei nobiliare în Anglia, care era mai puternic decât regele însuși. În ianuarie 1066, regele Edward a murit, iar Harold Godwineson a fost proclamat ca Regele Harold al II-lea de către marii nobili de frunte. William s-a simțit ofensat și a contestat imediat încoronarea lui Harold.

## Bătălia
Doar cu două săptămâni înainte de Bătălia de la Hastings, în octombrie 1066, William a invadat Anglia, pretinzând dreptul său la tronul englez.

### Armata saxonă
A mai luptat în alte douǎ lupte importante. Cea de la Fulford și cea de la Stamford Bridge împotriva vikingilor conduși de Harold Hardrada. În ultima bătălie, armata vikingă a fost distrusă, dar armata englezilor a fost afectată astfel scăzând șansele ca ea să poată învinge armata normanzilor. Trupele saxonilor erau în mare parte infanterie cu mici unități de cavalerie care au descălecat ca să lupte „pe jos”. Grosul armatei îl constituiau soldații profesioniști numiți "Housecarls" înarmați cu topoare daneze, săbii și scuturi, fiind protejați de cǎmăși din zale.

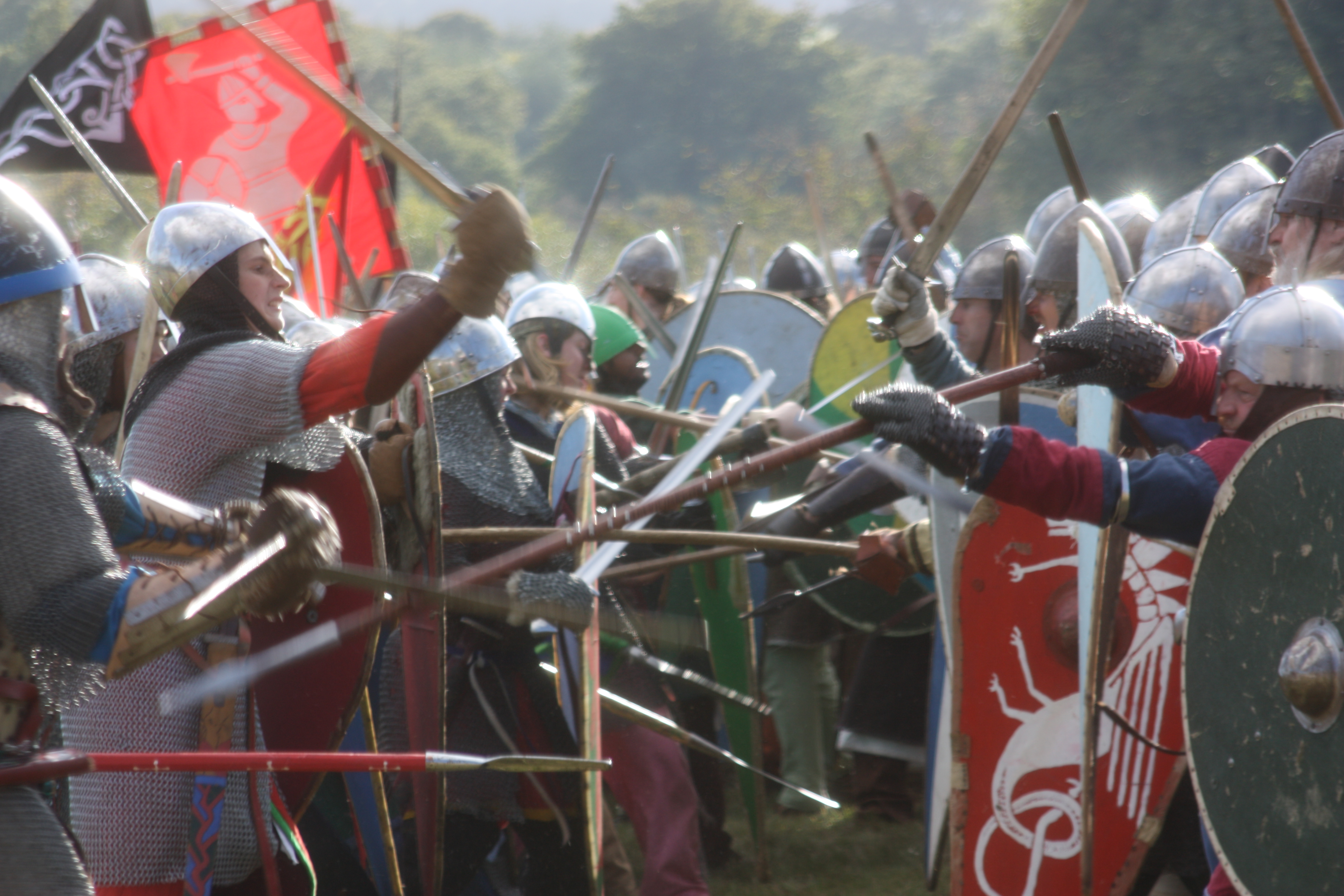
Batalia de la Hastings-reconstituire

### Armata normandă
Armata normandă era formatǎ din nobilime, mercenari, și trupe din Normandia (cam jumătate) din Flandra, Bretania, Franța și câțiva soldați tocmai din sudul Italiei. Aceste trupe erau bine înarmate cu sǎbii, lănci, coifuri conice și armuri grele. Arcașii erau echipați cu arcuri de rază scurtǎ și cu arbalete.

### Desfășurarea bătăliei
În septembrie, fratele lui Harold al II-lea, Tostig, s-a aliat cu regele Harald al III-lea al Norvegiei și au invadat Anglia prin Scoția. Pe 25 septembrie, regele Harold al II-lea i-a înfruntat pe amândoi la Stamford Bridge, unde i-a înfrânt și ucis.
La 28 septembrie 1066, William a descălecat în Anglia la Pevensey, pe coasta de sud-est din Marea Britanie, cu mii de trupe și de cavalerie. Sechestrează Pevensey, apoi mărșăluiește spre Hastings, unde a făcut o pauză pentru a-și organiza forțele sale. Pe 13 octombrie, Harold a ajuns aproape de Hastings, cu armata sa, iar a doua zi, pe 14 octombrie, William a condus forțele sale pentru a lupta. Lupta trebuia să se sfârșească înainte de căderea nopții. Învingătorul urma să devină regele Angliei.
O parte din armata saxonă era formată din mercenari danezi, țărani din Sussex, care nu purtau armuri și erau înarmați cu măciuci.
Harold și-a înălțat stindardele pe vârful unui deal, pe care englezii l-au numit mai târziu „locul de la mărul cenușiu”. Acolo era așteptat să vina William. 
Lupta a început dimineață, la oră 9. Saxonii au rezistat pe poziții în înfruntarea cu arcașii normanzi; ei i-au măcelărit cu securile lor grele pe pedestrașii normanzi. 
Le-au ținut piept chiar și cavalerilor normanzi care i-au atacat în repetate rânduri, dar au fost respinsi. Atacurile au fost conduse de William și nobilii săi, printre care se află și episcopul Odo. Cum Biserică nu îngăduia preoților să facă vărsare de sânge, Odo își ucidea inamicii cu lovituri de bâtă. 
Normanzii s-au prefăcut că se retrag. Saxonii au făcut greșeala de a-i urmări. Normanzii i-au înconjurat și i-au măcelărit. William avea să se folosească și mai târziu de acest șiretlic. 
Spre seară, Harold a fost ucis fiind lovit în ochi cu o săgeată, conform legendei. Vestea morții sale s-a răspândit, astfel, mulți dintre oștenii săi au luat-o la fugă. 
Bătălia se încheiase. William a ieșit biruitor. 

## Urmări

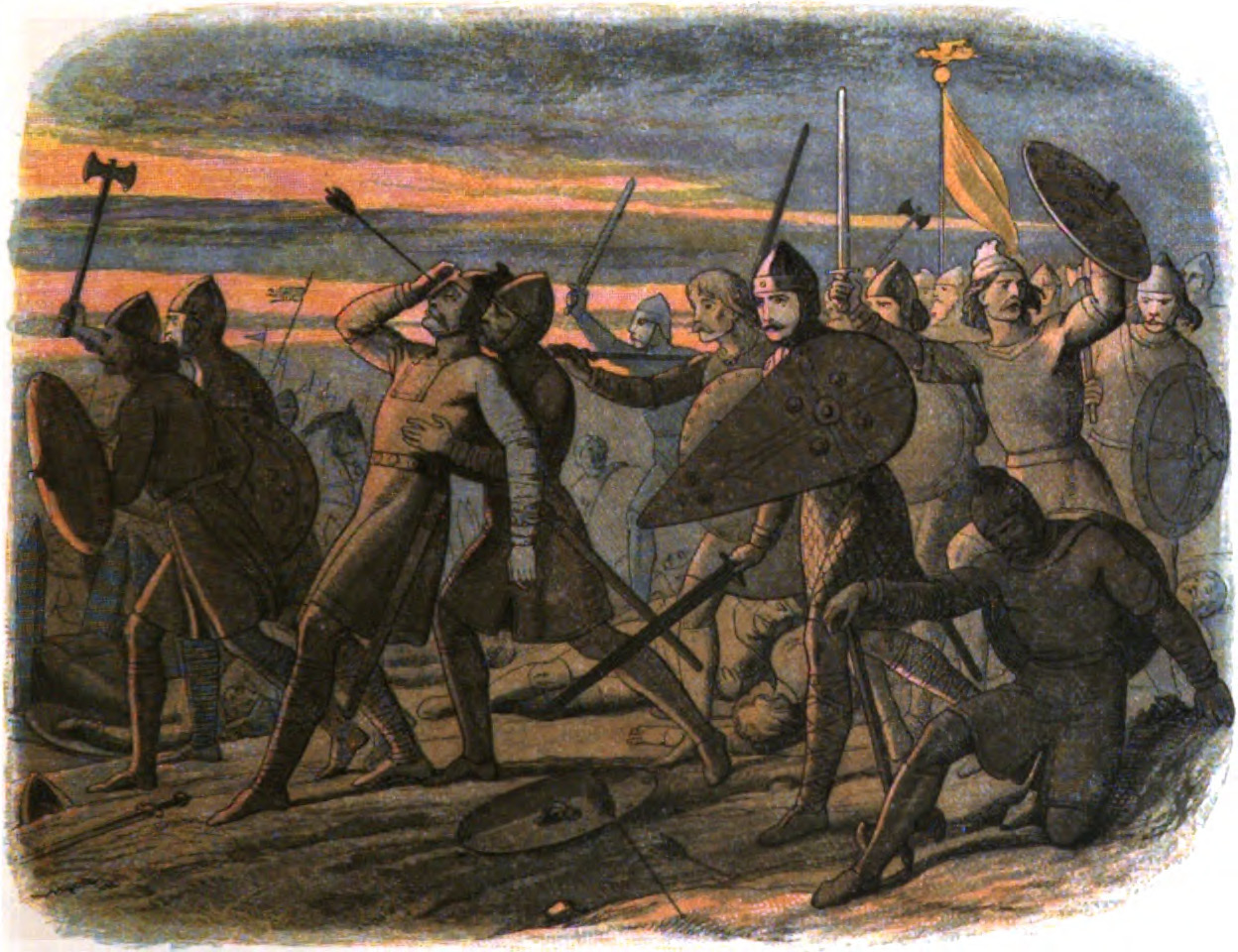
Moartea lui Harold

După victoria sa de la Hastings, William a mărșăluit prin ținuturile din sudul Angliei,pârjolind totul în cale. El i-a înspăimântat atât de tare pe anglo-saxoni încât toți locuitorii Londrei s-au supus noului rege. În ziua de Crăciun din 1066, el a fost încoronat ca primul regele normand al Angliei, la Westminster Abbey. Astfel, perioada anglo-saxonă din istoria Angliei s-a încheiat.
Franceza a devenit limba oficială a administrației regelui și, treptat, s-a amestecat cu limba anglo-saxonă pentru a da naștere la engleza modernă. Marea majoritatea nobililor erau analfabeți, iar William nici nu vorbea engleza când a urcat pe tron și nici nu a reușit să o stăpânească. William I s-a dovedit a fi un rege eficient prin publicarea cărții „Domesday Book”, în care întocmea un recensământ a terenurilor și a locuitorilor din Anglia, fiind una dintre realizările sale notabile.
La moartea lui William I, în 1087, fiul său, William Rufus (c.1056-1100), a devenit William al II-lea, cel de-al doilea rege normand al Angliei.